# Xhosakrigen

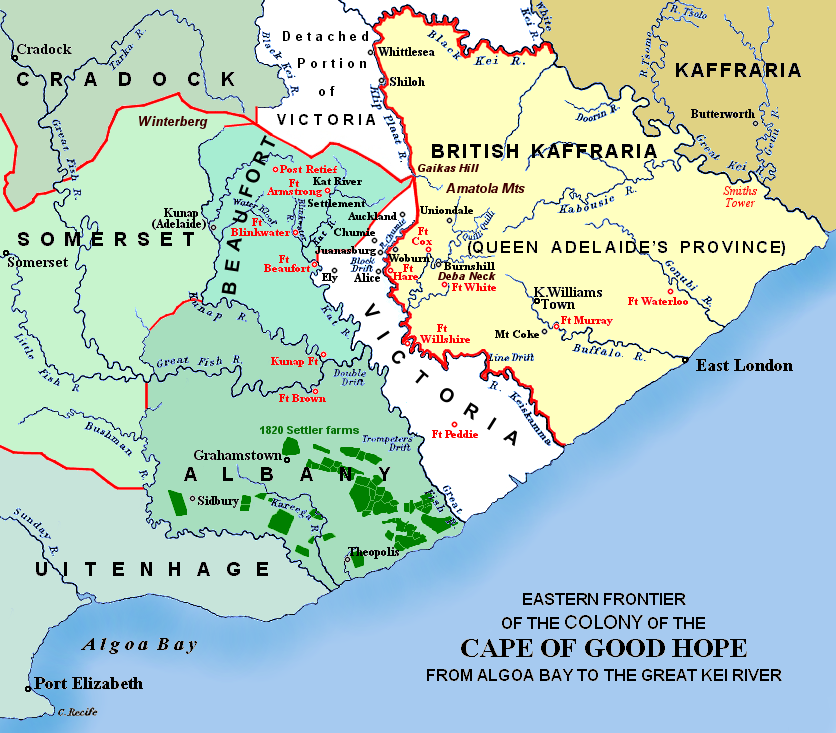
Östra Kapprovinsen 1835.

Xhosakrigen var en serie krig som varade i hundra år mellan bantufolket xhosa och europeiska kolonisatörer i vad som nu är Östra Kapprovinsen i Sydafrika. 
Krigen utkämpades mellan åren 1779 och 1879. Resultat av krigen blev att xhosa förlorade det mesta av sitt land och införlivades i vad som kom att bli Sydafrika. Under krigen deltog några av sydafrikansk historias mest berömda kämpar. Där fanns Sir Harry Smith, legendarisk brittisk general som var mycket populär i England, samt Magoma, ibland kallad gerillakrigföringens fader och den mest kände xhosahövdingen.

## De första krigen, orsak och verkan
Hård konkurrens mellan boer och xhosa om de goda betesmarkerna rådde. I början var det enskilda strider men som sedan urartade i fullskaliga krig. Trots att boerna hade skjutvapen och xhosa vid denna tid utvecklingsmässigt befann sig på en nivå som motsvarar sen europeisk stenålder, kunde boerna inte utnyttja övertaget till fullo. Om boerna jagade de mycket snabba och rörliga xhosa innebar det att de lämnade sina hem och familjer oförsvarade, vilket hindrade större militära operationer. Boer och britter lyckades ändå driva xhosa från Sunday River och österut förbi Great Fish River, och området blev i det närmaste neutraliserat. Området mellan floderna kallade Boerna för Zuuveld och britterna kallade det för Albany. Området ligger i dagens Cacadudistrikt i Östra Kapprovinsen.
Boern Van Jaarsveld  slängde 1779 några bitar tobak åt en grupp xhosa, samtidigt som han gav order om att öppna eld när de sprang fram för att plocka upp dem. Massakern blev ett minne hos xhosa i generationer, och de kallade därefter Van Jaarsvelf för den röde kaptenen.
Första kriget utkämpades 1779-1781, det andra kriget 1789-1793 och det tredje 1799-1803.         
Brittiska trupper hade sedan 1795 ockuperat den nederländska Kapkolonin, och professionella legosoldater anlände 1806 för att hjälpa boerna. Detta gjorde att den tidigare balansen skiftade till kolonisatörernas fördel. Britterna stationerade fyratusen soldater vid Great Fish River.
Ibland lyckades xhosa återta mark och även plundra kolonisatörerna.

## Det fjärde kriget, 1811–1812
Den brittiske översten John Graham körde med hjälp av engelska soldater och boer åter bort ungefär 20 000 xhosa till öster om Great Fish River. Runt där han hade sitt högkvarter växte en stad upp som finns kvar än idag och heter Grahamstown (och som ligger ungefär mitt emellan dagens Port Elizabeth och King Williams Town). 
När kriget var slut stannade Graham kvar vid sitt högkvarter, gifte sig med Johanna Catharina Cloete, som var ättling till den förste nybyggaren i Kapkolonin, och paret fick tre döttrar och en son. 1912 restes ett monument på platsen vid det träd där han tog beslut om att anlägga staden. En av hans sönsöner kom att bli justitieminister i Östra Kapprovinsen och en annan sonson blev domare.

### Kriget i siffror

#### Nybyggarna
- 60 000 invånare
- 5 000 soldater
- 1 000 dödade

#### Xhosa
- 3,5 miljoner invånare

- 100 000 krigare

- 25 000 döda

## Det femte kriget, 1818-1819
Efter att xhosa hade blivit drivna öster om Great Fish River blev området strax öster om floden överbefolkat och detta ledde närmast till inbördeskrig bland xhosa.  En tvist bland xhosa över stulen boskap uppstod och ledare för kolonisatörerna lade sig i konflikten och försökte tvinga fram att boskapen återlämnades. En xhosaöverstepräst Mgana Nxele, även kallad Makana, trädde in på scenen och lovade att förvandla kolonisatörernas kulor till vatten. Han tog befälet över xhosas krigare och utförde flera anfall. Den 22 april 1819 attackerade Makana och tiotusen xhosakrigare Grahamstowns garnison på trehundrafemtio män. Garnisonen blev undsatt i sista minuten av khoisaner under ledning av Jan Boesak.
Ettusen xhosa miste livet, Makana togs till fånga och fängslades på Robben Island. Därefter jagade britterna xhosa ännu längre österut, förbi Keiskamma River. Området mellan Great Fish River och Keiskamma blev nu den neutrala buffertzonen. Den tidigare buffertzonen Albany befolkades därefter av femtusen britter 1820. Platsen för slaget vid Grahamstown är känt som Blodets plats, där ett monument över fallna xhosa är rest.

## Det sjätte kriget, 1834-1836
Vid gränsen mellan kolonisatörerna och xhosa var det fortfarande oroligheter som kolonisatörernas ledare hanterade vacklande. Den 11 januari 1834 dödade ett jägarförband en högt rankad xhosahövding vilket upprörde xhosa så mycket att de skickade den döde hövdingens bror, Maqoma och tiotusen man över floden som plundrade, brände och dödade alla som försökte göra motstånd. Bland de värst drabbade blev en grupp Khoisaner som bosatts i en ådal av britterna. Nybyggarna sprang till säkerhet i Grahamstown där kvinnor och barn fann skydd i kyrkan. 
Nybyggarna hade vid tillfället lite trupp i området, men guvernören Sir Benjamin d'Urban sände snabbt förstärkning ledd av Sir Harry Smith som anlände 6 januari 1835 bara sex dagar efter att nyheten om upproret nått Kapstaden. Hämndattacker iscensattes från Grahamstown och pågick i över ett och ett halvt år. Den 17 september 1836 slöts åter fred och allt land österut till floden Kei och dess innevånare förklarades tillhöra Brittiska kronan. En av xhosa nedbränd missionärsstation återtogs i maj 1835 och anlades som King Williams Town som huvudort i en ny provins, men övergavs igen efter freden i december 1836. Ytterligare en missionärsstation i norr förstärktes med ett fort som finns kvar än idag som staden Fort Beaufort. 
I konflikten hade xhosa dödat fyrtio nybyggare, bränt ner över fyrahundra hus och stulit 115 000 nöt, 162 000 får och nästan 6000 hästar. Kolonisatörerna tog 60 000 boskap från xhosa. Vid slutet av kriget var sjutusen nybyggare, Khoisaner och xhosa hemlösa. 
Flera år innan d'Urbans ankomst till Kapkolonin hade en missionär, John Philip, år 1823 rest till England för att inför regeringen plädera för bättre behandling av afrikanerna, vilket ledde till att brittiska regeringen gav order om att alla personer på brittiskt territorium skulle ha samma rättigheter och tvingade regeringen för Kapkolonin att verka för beslutet. Detta beslut blev hårt kritiserat i Kapkolonin och Philip blev impopulär. D'Urban tvekade inför att fortsätta reformera då han var ängslig att det kunde leda till mera krig. John Philip återvände då till England och lyckades få d'Urban avsatt som guvernör år 1837 och i fortsättningen endast blev militär befälhavare. Den nya provins d'Urban erbjöd avstods av Englands regering som drog tillbaka gränsen till Keiskamma River och området öster om blev endast administrativt halvbrittiskt. Detta innebar att King Williams Town övergavs så snart efter grundandet. Brittiska kronan anklagade vidare Boerna för att ha startat konflikten. 
Boerna tappade förtroendet för brittiska lagar och började hädanefter ta hand om boskapstjuvar själva. Konflikten med britterna ledde till att boern Piet Retief utfärdade ett manifest uppmanande alla Boer att söka sig bort från områden kontrollerade av britter.Se bild nedan på manifestet.

## Det sjunde kriget, 1846-1847
Spänningarna fortsatte mellan nybyggare och plundrare och marodörer. En xhosatjuv som stulit en yxa leddes handfängslad vid en Khoisaneskort till Grahamstown för rättegång när eskorten blev mördad av en grupp xhosa. xhosa vägrade utlämna mördaren och detta blev starten på Yxans krig i mars 1846. Xhosa leddes av en hövding som hette Sandile som besegrades i Amatholebergen av en kolonn britter. Xhosa lyckades erövra några oförsvarade vagnar i mitten av britternas fem kilometer långa karavan som innehöll viktig utrustning och dessutom officerarnas vin. Den 28 maj anföll åttatusen xhosa en brittisk garnison vid Fort Peddie cirka fem mil öster om Grahamstown. Anfallet lyckades inte men fyratusen boskap skenade iväg skrämda av brittiskt artilleri. En stor grupp xhosa besegrades några kilometer från fortet den 7 juni 1846. xhosa brände ner den övergivna King Williams Town 1846. Hövding Sandile greps när han kom för att förhandla om fred och sändes till Grahamstown.  Harry Smith hade tvingat hövding Sandile att kyssa Smiths stövel samt hade placerat stöveln på Sandiles brors hals, vilket gjorde att xhosas hat mot britter och boer steg ändå mer. Andra xhosahövdingar infångades och i slutet av 1847 gav xhosa upp kriget. Den 23 december 1847 annekterade britterna ännu mera land österut och King Williams Town återtogs och blev huvudstad i det nya Brittiska Kaffraria.

## Det åttonde kriget, 1850-1853
Det åttonde xhosakriget är känt som Mlanjenis krig. Xhosas profet Mlanjeni förutsade att nu kunde inte kolonisatörernas kulor skada xhosa. Guvernör Sir Harry Smith ansåg att profeten var orsak till den oro bland Xhosa som börjat spira och reste för att möta de högsta xhosaledarna vid Fort Cox cirka fyra mil nordväst om King Williams Town. När xhosahövdingen Sandile vägrade komma till mötet avsatte Smith honom och förklarade honom en rymling.
På julafton blev en avdelning på sexhundrafemtio man i Smiths eskort utsatta för ett bakhåll av xhosakrigare som tvingade dem att retirera mot Fort White under kraftig eldgivning förlorande fyrtiotvå män. Reträtten gick alltså söder ut, bort från Sir Smith vid Fort Cox. Med guvernören avskuren vid Fort Cox gick xhosa till anfall. Militära mål brändes ner och en postering intogs. I samma stund startade på andra sidan av Fort Cox ett uppror bland en grupp Khoisaner ledda av hövding Hermanus Matroos som var halvkhoisan och halvxhosa och som lyckades inta Fort Armstrong. Stora grupper halvmilitära poliser tillsatta av britterna för att bekämpa boskapsstölder slöt upp på Xhosas sida och för ett ögonblick tycktes varenda icke-vit i området ha gripit till vapen emot britterna.
Men efter den inledande lyckan gick det sämre för anfallarna. Attacker mot både Fort White och Fort Hare (Fort Hare ligger nära Alice och är idag ett universitet.) slogs tillbaka av britterna. Samtidigt i norr attackerade Hermanus staden Fort Beaufort men slogs tillbaka av en liten garnison med hjälp från civila frivilliga. Hövding Hermanus själv blev dödad. 
I slutet av januari anlände brittiska förstärkningar från Kapstaden. En styrka från King Williams Town under överste Mackinnon lyckades slå sig fram med proviant till alla tre forten Fort White, Fort Hare och Fort Cox där guvernör Smith befann sig. Förstärkta kunde britterna köra iväg Hermanus kvarvarande rebeller från Fort Armstrong och jaga dem upp i bergen. 
Några upprorsmän ledda av Maqoma etablerade sig i skogen varifrån de lyckades plundra och bränna i omgivningen. De anföll även Fort Fordyce och lyckades tillfoga styrkorna där kraftiga skador. 1852 förliste ett skepp HMS Birkenhead där fyrahundrafemtio människor omkom, avsedda som förstärkningar till Fort Fordyce.

## Det nionde kriget, 1877-1879
Det nionde kriget föregicks tjugo år innan (år 1857) av en svår svältkatastrof hos xhosa. Det niode kriget startade efter att xhosa trakasserat stammen mfengu (Som enligt vissa källor inte anser sig själva vara xhosa utan bara delar språket och som hjälpt britterna under xhosakrigen). Ett möte mellan mfengu och xhosa arrangerades i King Williams Towns dit hövdingen för xhosa vägrade att komma. Efter detta inleddes det sista försöket från xhosa att återta sitt land. När kriget var slut hade de istället förlorat allt sitt land som blev en del av Östra Kapprovinsen.

## Galleri

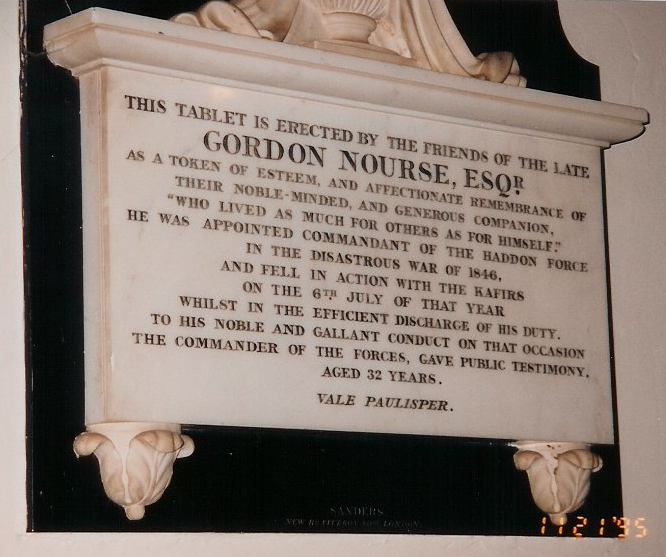
Minnestavla över soldaten Gordon Nourse som stupade den 6 juli 1846 i det sjunde kriget.
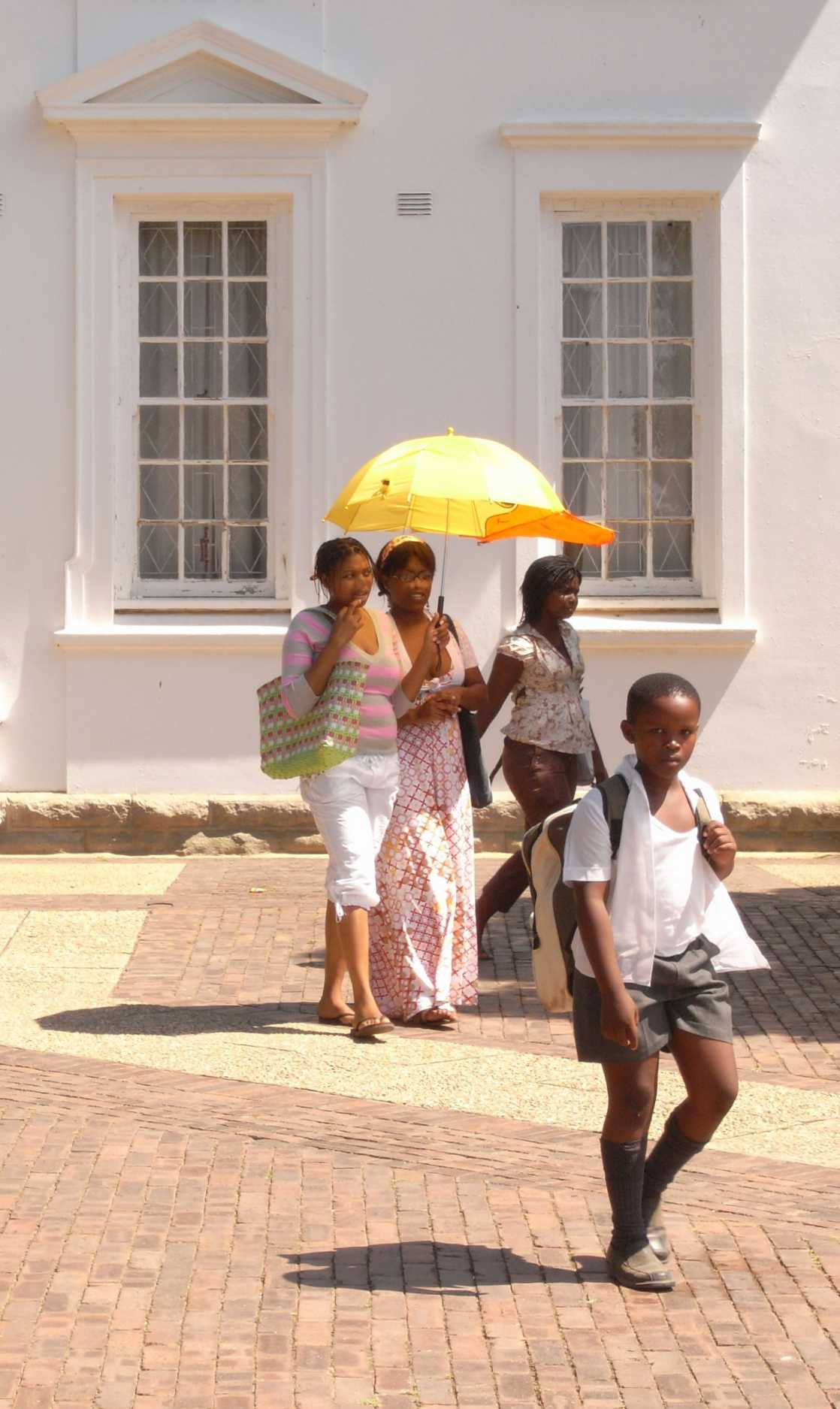
Universitetet i moderna Fort Hare
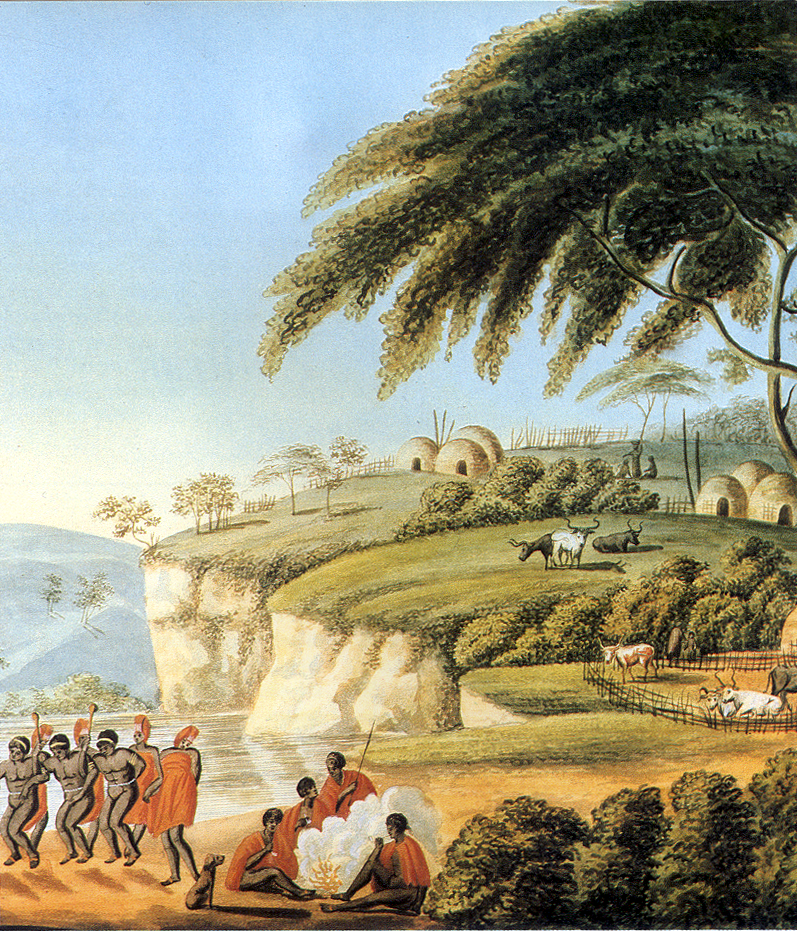
Bild från en xhosaby publicerad 1810.
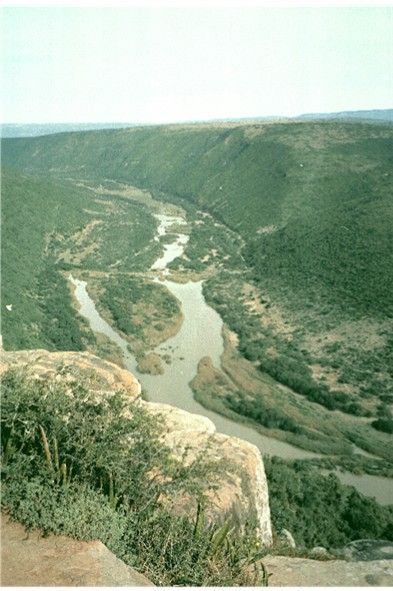
Great Fish River i Östra Kapprovinsen.
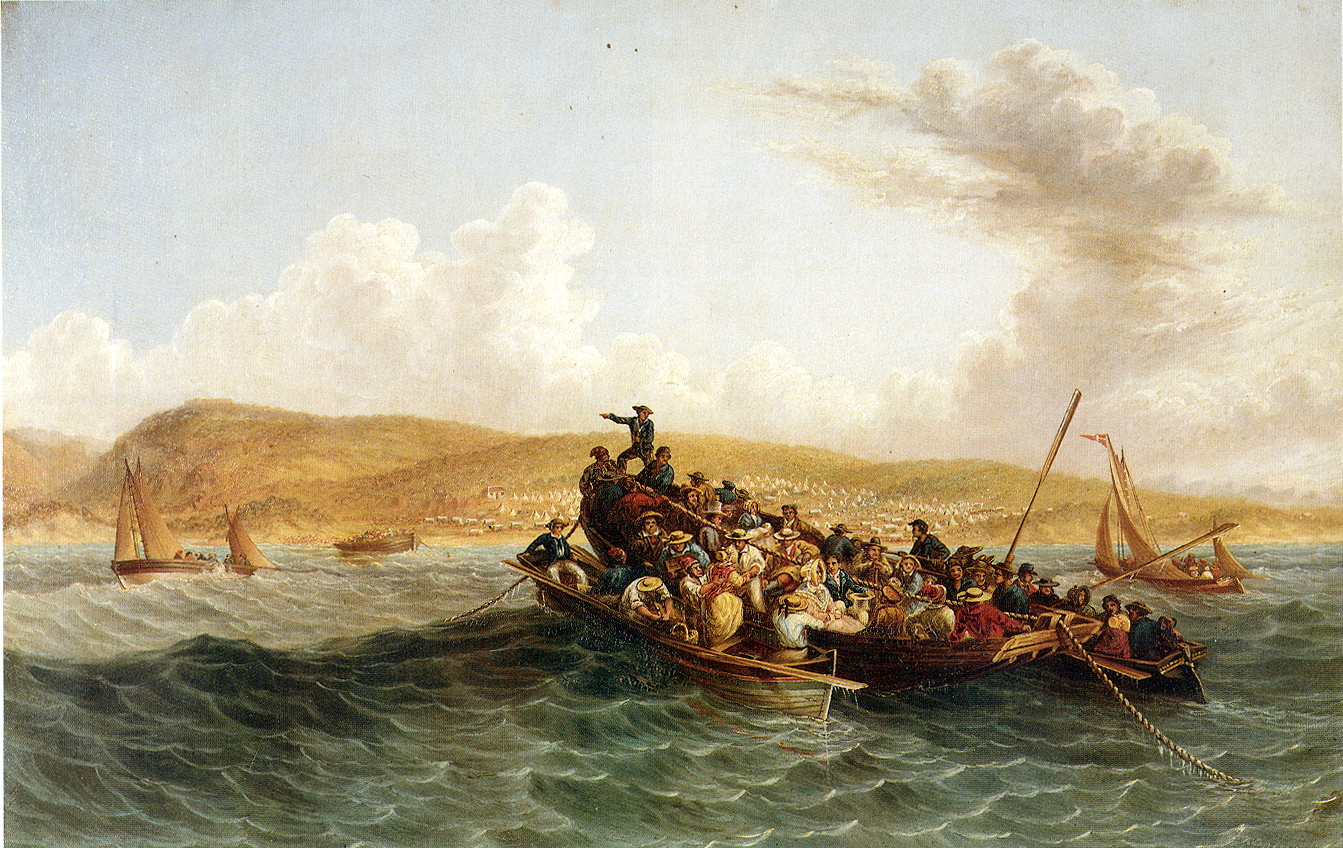
Brittiska nybyggare anländer 1853.
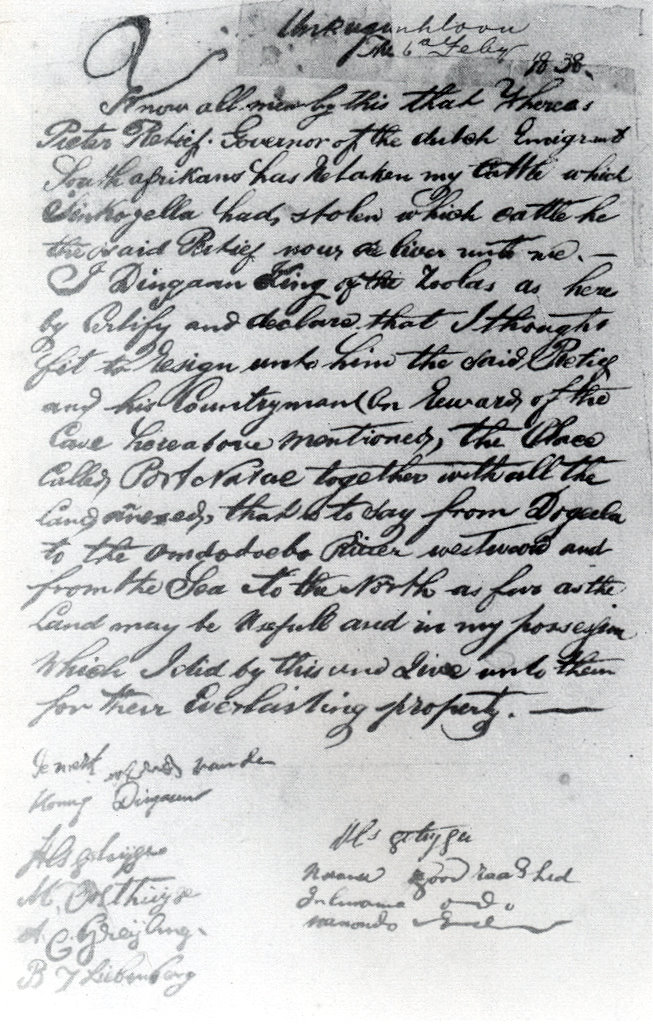
Piet Retiefs manifest.